# Le Vanneau-Irleau
Le Vanneau-Irleau település Franciaországban, Deux-Sèvres megyében. Lakosainak száma 861 fő (2022. január 1.). Le Vanneau-Irleau Arçais, Coulon, Saint-Georges-de-Rex, Sansais, Benet és Le Mazeau községekkel határos.

## Népesség
A település népességének változása:
| Lakosok száma | 867  | 879  | 901  | 872  | 868  | 868  | 864  | 863  | 861  |
|               | 2013 | 2015 | 2016 | 2017 | 2018 | 2019 | 2020 | 2021 | 2022 |